# Pierre-Boucher—Les Patriotes—Verchères
Pour les articles homonymes, voir Pierre Boucher et Verchères (homonymie).
Circonscription électorale fédérale du Canada
Pierre-Boucher—Les Patriotes—Verchères est une circonscription électorale fédérale canadienne située au Québec, en région de Montérégie. Établie en 2013, elle est représentée à la Chambre des communes du Canada par Xavier Barsalou-Duval (Bloc québécois) depuis les élections fédérales de 2015.

## Géographie
Elle comprend:
- Les municipalités de Saint-Antoine-sur-Richelieu, Saint-Charles-sur-Richelieu, Saint-Denis-sur-Richelieu, Saint-Marc-sur-Richelieu et Saint-Mathieu-de-Beloeil (municipalité régionale de comté de La Vallée-du-Richelieu).
- Les villes de Varennes et Contrecœur, ainsi que les municipalités de Verchères et Calixa-Lavallée de la municipalité régionale de comté de Marguerite-D’Youville, à l’exception de la ville de Sainte-Julie.
- La ville de Boucherville.

Les circonscriptions limitrophes sont Longueuil—Saint-Hubert, Montarville, Beloeil—Chambly, Saint-Hyacinthe—Bagot, Bécancour—Nicolet—Saurel, Berthier—Maskinongé, Repentigny et La Pointe-de-l'Île.

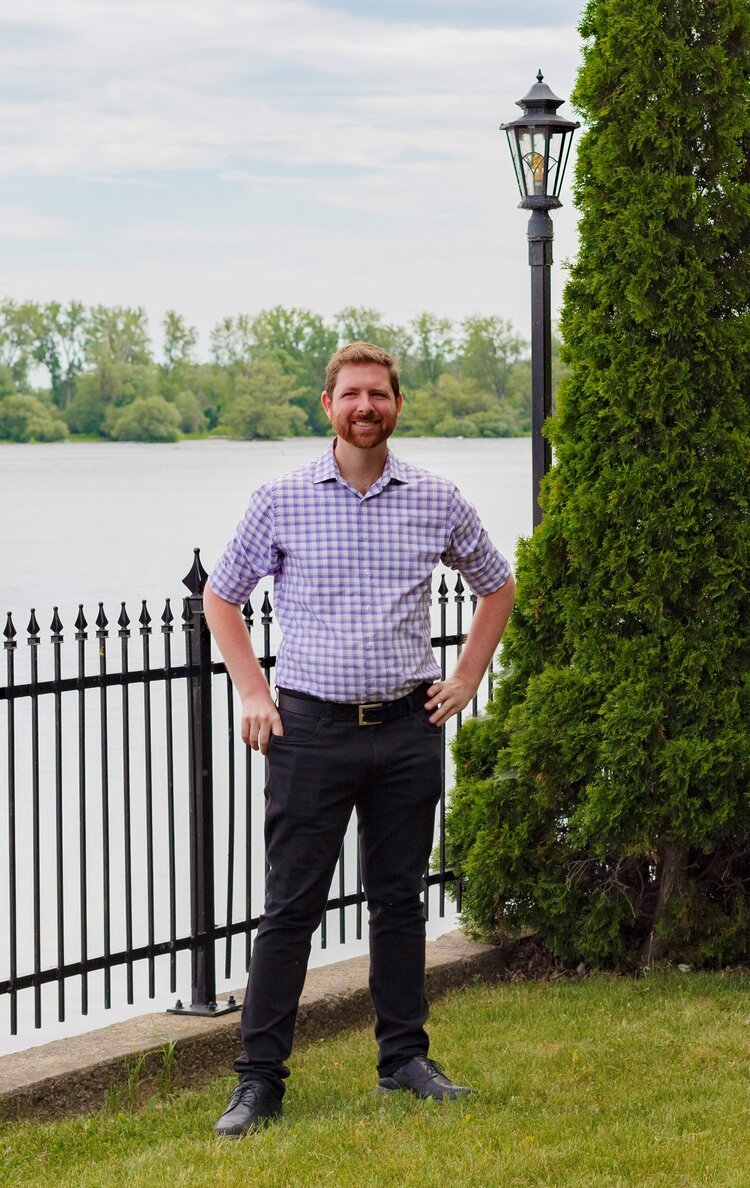
Xavier Barsalou-Duval

## Députés
| Législature                                                                                         | Années        | Député                | Parti | Parti          |
| --------------------------------------------------------------------------------------------------- | ------------- | --------------------- | ----- | -------------- |
| Pierre-Boucher—Les Patriotes—Verchères issue de Longueuil—Pierre-Boucher et Verchères—Les Patriotes |               |                       |       |                |
| 42e                                                                                                 | 2015–2019     | Xavier Barsalou-Duval |       | Bloc québécois |
| 43e                                                                                                 | 2019–2021     | Xavier Barsalou-Duval |       | Bloc québécois |
| 44e                                                                                                 | 2021–2025     | Xavier Barsalou-Duval |       | Bloc québécois |
| 45e                                                                                                 | 2025–en cours | Xavier Barsalou-Duval |       | Bloc québécois |

## Résultats électoraux
|       | Candidat              | Parti          | # de voix | % des voix |
|       | Clovis Maheux         | Conservateur   | +06 079,  | 10,24 %    |
|       | Xavier Barsalou-Duval | Bloc québécois | +17 007,  | 28,64 %    |
|       | Lucie Gagnon          | Libéral        | +16 794,  | 28,28 %    |
|       | Raphaël Fortin        | NPD            | +14 454,  | 24,34 %    |
|       | Jici Lauzon           | Vert           | +05 056,  | 8,51 %     |
| Total | Total                 | Total          | 59 390    | 100 %      |